# Farkas Benignus
Farkas Benignus (Tapolca, 1702. – Sümeg, 1749. június 10.) ferences rendi szerzetes.

## Élete
1722-ben Malackán a rendbe lépett és 1727-ben misés pappá szentelték fel. Hitszónok és hittérítő volt; több évig Nyitrán mint magyar hitszónok működött; azután Szarvaskendre küldték hittérítőnek, ahol több plébániánál kisegítő is volt. 1748-ban Veszprémbe rendelték hitszónoknak, innen azonban egy év múltán Sümegre ment, ahol nem sokkal később elhunyt. 

## Munkái
Collyrium Mysticum. Apog. 3. v. 18. Titkos Értelmű Szem-Gyógyító, vagy-is A Kenyernek szine alatt elrejtett Ur Jezus istensége, és emberisége valóságos jelen-voltának elhitelére; a Sz. Irásbul öszveszedegettetett czikkelyekből; mint annyi drága füvekből egybe timporált, lelki szemeinknek halyogát meggyógyító Orvosság. Az az Együgyü, de hathatos erejü Lelki Beszéd. Mellyet Urnapi Processiónak alkalmatosságával… a Hiveknek elejbek adott. Nemes Veszprém Városában, 1744. Eszt…. Győr, 1744.